# Botanische Mitteilungen (Windhoek)
Botanische Mitteilungen (Windhoek) (abreviado Bot. Mitt. (Windhoek)) es una revista científica con ilustraciones y descripciones botánicas que es publicada en Windhoek desde el año 1973 con el nombre de Botanische Mitteilungen, Süd-west Afrika Wissenschaftliche Gesellschaft. Windhoek